# WrestleMania VII
WrestleMania VII foi o sétimo evento de luta livre profissional WrestleMania produzido pela World Wrestling Federation (WWF) e transmitido em formato pay-per-view, que aconteceu em 24 de março de 1991 no Los Angeles Memorial Sports Arena em Los Angeles, Califórnia.
No evento principal, Hulk Hogan derrotou Sgt. Slaughter para ganhar o WWF World Heavyweight Championship como parte da história controversa em que Sgt. Slaughter interpretava um simpatizante iraquiano durante o envolvimento dos Estados Unidos na Guerra do Golfo. Outras lutas importantes incluíram a estreia de The Undertaker em WrestleManias e o começo de sua série invicta no evento, uma luta de aposentadoria entre "Macho King" Randy Savage e The Ultimate Warrior, bem como o último combate da Hart Foundation original, após o qual Bret Hart se tornou em um lutador individual.

## Resultados
| Nº                                          | Resultados | Estipulações                                           | Tempo |
| ------------------------------------------- | --- | ------------------------------------------------------ | ----- |
| Dark                                        | Koko B. Ware derrotou The Brooklyn Brawler                                                                              | Luta individual                                        | N/A   |
| 1                                           | The Rockers (Shawn Michaels e Marty Jannetty) derrotou The Barbarian e Haku (com Bobby Heenan)                          | Luta de duplas                                         | 10:33 |
| 2                                           | The Texas Tornado derrotou Dino Bravo (com Jimmy Hart)                                                                  | Luta individual                                        | 3:11  |
| 3                                           | British Bulldog derrotou The Warlord (com Slick)                                                                        | Luta individual                                        | 8:15  |
| 4                                           | The Nasty Boys (Jerry Sags e Brian Knobbs) (com Jimmy Hart) derrotou The Hart Foundation (Bret Hart e Jim Neidhart) (c) | Luta de duplas pelo WWF Tag Team Championship          | 12:10 |
| 5                                           | Jake Roberts derrotou Rick Martel                                                                                       | Luta de vendas                                         | 8:34  |
| 6                                           | The Undertaker (com Paul Bearer) derrotou Jimmy Snuka                                                                   | Luta individual                                        | 4:20  |
| 7                                           | The Ultimate Warrior derrotou Randy Savage (com Sensational Queen Sherri)                                               | Luta de aposentadoria                                  | 20:47 |
| 8                                           | Genichiro Tenryu e Kōji Kitao derrotaram Demolition (Smash e Crush) (com Mr. Fuji)                                      | Luta de duplas                                         | 4:44  |
| 9                                           | The Big Boss Man (com André the Giant) derrotou Mr. Perfect (c) (com Bobby Heenan) por contagem                         | Luta individual pelo WWF Intercontinental Championship | 10:47 |
| 10                                          | Earthquake (com Jimmy Hart) derrotou Greg Valentine                                                                     | Luta individual                                        | 3:14  |
| 11                                          | The Legion of Doom (Hawk e Animal) derrotou Power and Glory (Hercules e Paul Roma) (com Slick)                          | Luta de duplas                                         | 0:59  |
| 12                                          | Virgil (com Roddy Piper) derrotou Ted DiBiase                                                                           | Luta individual                                        | 7:41  |
| 13                                          | Mountie (com Jimmy Hart) derrotou Tito Santana                                                                          | Luta individual                                        | 1:21  |
| 14                                          | Hulk Hogan derrotou Sgt. Slaughter (c) (com General Adnan)                                                              | Luta individual pelo WWF Championship                  | 20:26 |
| (c) – Refere-se aos campeões antes da luta. | |                                                        |       |